# Juramento do Jogo da Péla
Em 20 de junho de 1789, os membros do Terceiro Estado francês fizeram o juramento do jogo da péla(PT) ou juramento da quadra de tênis(BR) (em francês:  Serment du Jeu de Paume), votando "para não se separar e se reunir onde for necessário, até que a Constituição do reino seja estabelecida". Foi um evento crucial na Revolução Francesa. Os Estados-Gerais foram chamados para tratar da crise fiscal e agrícola do país, mas ficaram atolados em questões de representação imediatamente após a reunião em maio de 1789, principalmente se votariam por ordem ou por cabeça (o que aumentaria o poder do Terceiro Estado, visto que superavam em número os outros dois estados por uma grande margem).
Em 17 de junho, o Terceiro Estado passou a se autodenominar Assembleia Nacional, liderada por Honoré Gabriel Riqueti, Conde de Mirabeau. Na manhã de 20 de junho, os deputados ficaram chocados ao descobrir que a porta da câmara estava trancada e guardada por soldados. Eles temeram imediatamente o pior e ficaram ansiosos com a iminência de um ataque real do rei Luís XVI, portanto, por sugestão de um de seus membros Joseph-Ignace Guillotin, os deputados se reuniram em um tribunal interno de jeu de paume no distrito de Saint-Louis da cidade de Versalhes, perto do Palácio de Versalhes. Lá, 576 dos 577 membros do Terceiro Estado fizeram um juramento coletivo de "não se separar e se reunir onde quer que as circunstâncias o exijam, até que a constituição do reino seja estabelecida". A única pessoa que não aderiu ao juramento foi Joseph Martin-Dauch de Castelnaudary, que executaria apenas as decisões tomadas pelo monarca.

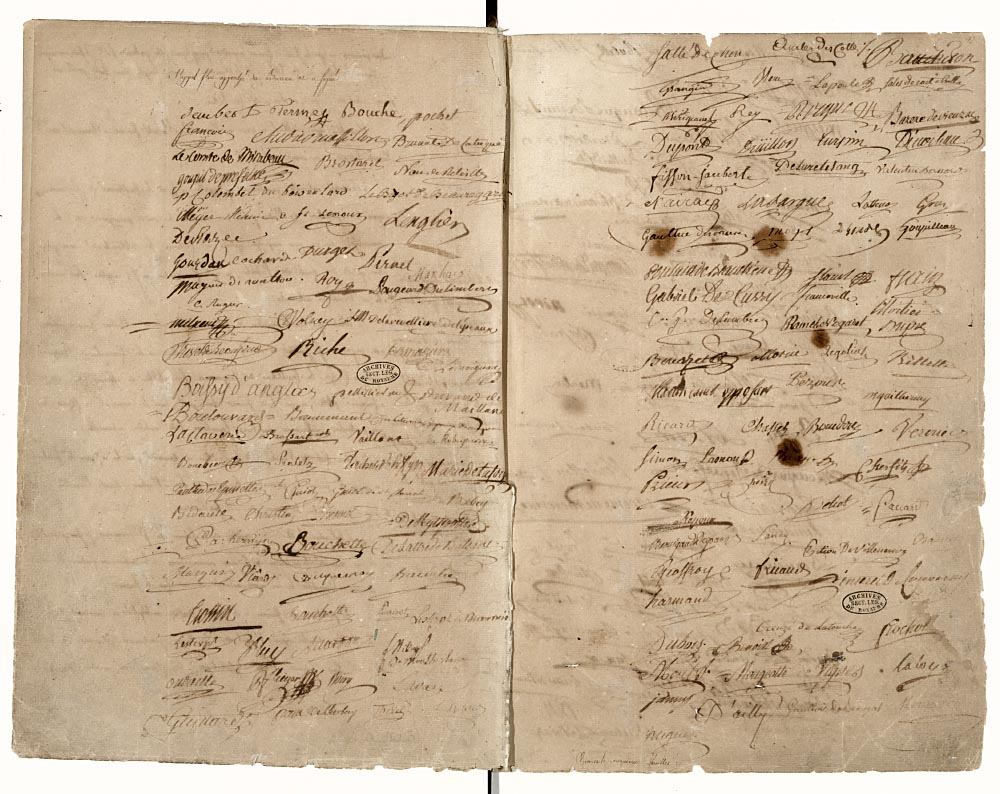
Assinaturas dos deputados.
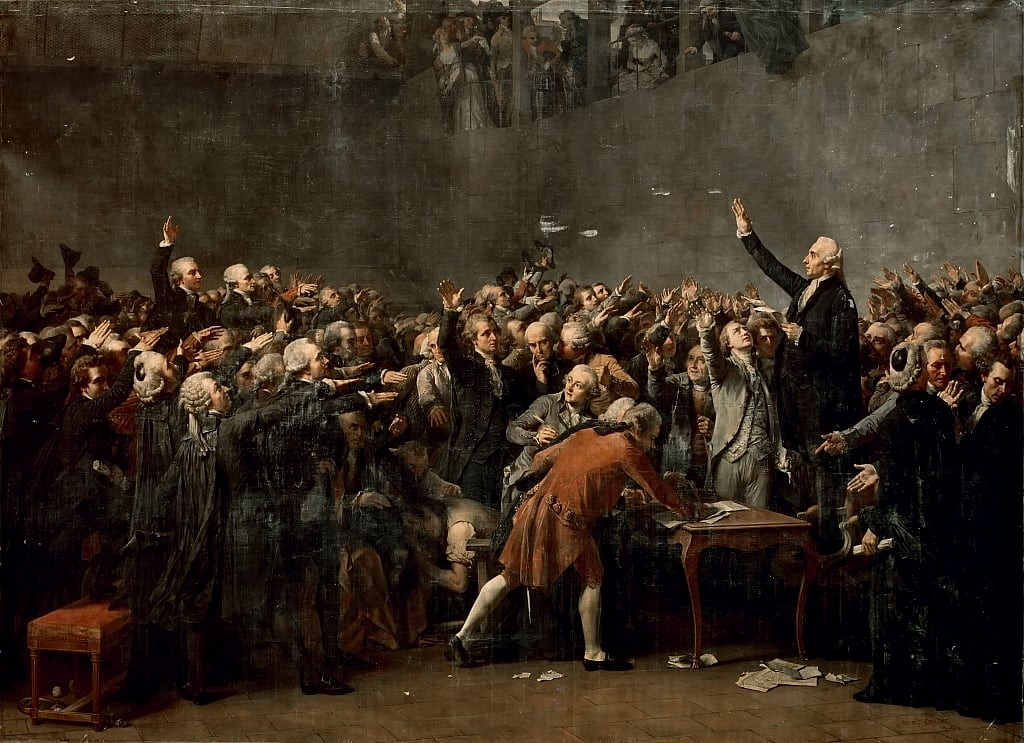
Auguste Couder, Le Serment du Jeu de Paume, 20 juin 1789, (Museu da Revolução Francesa).
David, O juramento do jogo da Péla.

## Antecedentes
Antes da Revolução, a sociedade francesa — além da realeza — estava dividida em três partes. O Primeiro Estado, que compreendia o clero; o Segundo Estado, a nobreza e o Terceiro Estado, que englobava o resto da França — cerca de 98% da população, de mercadores urbanos muito ricos a agricultores rurais empobrecidos. Os três estados historicamente se reuniam na Assembleia dos Estados Gerais, uma assembleia legislativa, mas isto já não acontecia desde 1614.

## Juramento
Os temores dos deputados, mesmo que errados, eram razoáveis e a importância do juramento vai muito além do seu contexto. O juramento foi um ato revolucionário e uma afirmação de que a autoridade política derivava do povo e de seus representantes, e não da monarquia. A solidariedade deles obrigou Luís XVI a ordenar ao clero e à nobreza que se juntassem ao Terceiro Estado na Assembleia Nacional para dar a ilusão de que ele controlava a Assembleia Nacional. Este juramento foi vital para o Terceiro Estado como um protesto que levou a mais poder nos Estados Gerais e em todos os órgãos governamentais daí em diante. 

Uma tradução em português do juramento diz:
A Assembleia Nacional,
Considerando que foi chamada para estabelecer a constituição do reino, para trazer a regeneração da ordem pública e para manter os verdadeiros princípios da monarquia; nada pode impedi-la de continuar suas deliberações em qualquer lugar onde seja forçada a se estabelecer; e, finalmente, a Assembleia Nacional existe onde seus membros estão reunidos.
Decreta que todos os membros desta Assembleia imediatamente fazem um juramento solene de nunca se separar e se reunir onde quer que as circunstâncias o exijam, até que a constituição do reino seja estabelecida e fixada em bases sólidas; e que dito juramento tendo sido feito, todos os membros e cada um individualmente confirmam esta resolução inabalável com sua assinatura.

Juramos nunca nos separar da Assembleia Nacional e nos reunir onde quer que as circunstâncias o exijam, até que a constituição do reino seja redigida e fixada em bases sólidas.

## Significado e consequências
O Juramento significou pela primeira vez que os cidadãos franceses se opuseram formalmente a Luís XVI. A recusa da Assembleia Nacional em recuar forçou o rei a fazer concessões. O Juramento também inspirou uma ampla variedade de atividades revolucionárias nos meses seguintes, variando de tumultos no interior da França a novos apelos por uma constituição escrita. Reforçou a força da Assembleia e, embora o rei tentasse impedir o seu efeito, Luís foi forçado a ceder e, em 27 de junho de 1789, solicitou formalmente que a votação ocorresse com base na contagem de cabeças, não no poder de cada estado. O juramento da quadra de tênis (20 de junho de 1789) precedeu a abolição do feudalismo (4 de agosto de 1789) e a Declaração dos Direitos do Homem e do Cidadão (26 de agosto de 1789).